# Yechiva Ner Yisroel
La Yechiva Ner Yisroel fondée en 1933 par le rabbin Yaakov Yitzchok Ruderman à Baltimore, Maryland est une des plus grandes yechivot des États-Unis.

## Histoire
Le rabbin Yaakov Yitzchok Ruderman fonde la Yechiva Ner Yisroel (Lumière d'Israêl), d'après le nom de Israel de Salant, à Baltimore, au Maryland,,.

## Élèves connus
- Aharon Feldman, Rosh yeshiva, Yechiva Ner Yisroel, membre des Moetzes Gedolei HaTorah
- Yissocher Frand, Maggid Shiur, Yechiva Ner Yisroel
- Shmuel Kamenetsky, Rosh yeshiva, Yechiva Talmudique de Philadelphie, membre des Moetzes Gedolei HaTorah
- Yissocher Frand, Maggid Shiur, Yechiva Ner Yisroel
- Pinchas Goldschmidt, Grand-rabbin de Moscou
- Dov Lipman, ancien membre de la Knesset, Yesh Atid
- Nota Schiller, Rosh yeshiva, Yechiva Ohr Somayach, Jérusalem, Israël
- Noach Weinberg, Rosh yeshiva, Aish HaTorah

## Enseignants connus
- Mordechai Gifter